# کوه چیرادزولو
کوه چیرادزولو (به لاتین: Chiradzulu Mountain) یک کوه در مالاوی است. کوه چیرادزولو ۱٬۷۷۳ متر بالاتر از سطح دریا واقع شده‌است.